# محمد المنصف المنستيري
محمد المنصف المنستيري هو محمد المنصف بن حمودة بن أحمد بن الطيب بن الحاج أحمد المستيري ينحدر من عائلة تعود جذورها إلى مدينة المنستير  ومن هنا جاء لقبها.
تلقى المنصف المستيري  تكوينا زيتونيا  ثم كان أحد قياديي الحزب الحر الدستوري التونسي، إذ كان عضو لجنته التنفيذية الأولى إلى جانب عبد العزيز الثعالبي وأحمد الصافي وأحمد توفيق المدني ومحيي الدين القليبي والشاذلي خزندار وصالح فرحات ... 
نشط محمد المنصف المنستيري خاصة في الميدان الصحفي وبرز خاصة في الجدال الصحفي ضد مجموعة الحزب الحر الدستوري الجديد، وكان يكتب بجريدة الإرادة في الثلاثينات  وفي الخمسينات تولى التحرير في جريدة الاستقلال التي كان يصدرها الحزب  واستمرت إلى عام 1960.
ورغم موقفه المعارض فإنه اتصل بابن أخيه أحمد المستيري بعد تعيينه وزيرا للعدل في أول حكومة بعد الاستقلال عارضا عليه مشروعا كان تقدم به المفتي عبد العزيز جعيط حول الأحوال الشخصية، فأوصل الوزير الفكرة إلى الحبيب بورقيبة ومن ذلك المشروع انطلق مشروع مجلة الأحوال الشخصية التي صدرت في 13 أوت 1956.

## إشارات مرجعية
1. ↑  محمد الفاضل بن عاشور، الحركة الأدبية والفكرية في تونس، الدار التونسية للنشر، تونس، 1983، ص149
2. ↑  الذكرى الخمسون للاستقلال نسخة محفوظة 24 سبتمبر 2015 على موقع واي باك مشين.
3. ↑  الفاضل بن عاشور، الحركة، نفس المصدر، ص 182
4. ↑  Dali Jazi : La Tunisie et la modernité, de Bourguiba à Ben Ali نسخة محفوظة 20 ديسمبر 2007 على موقع واي باك مشين.